# (73515) 2003 EU5
(73515) 2003 EU5 – planetoida z pasa głównego asteroid okrążająca Słońce w ciągu 3,74 lat w średniej odległości 2,41 j.a. Odkryta 5 marca 2003 roku.